# Ильмянинова улица
Ильмянинова улица — улица в Кронштадте. Соединяет Петровскую улицу с Музейной площадью, образуемой пересечением улиц Ильмяниновой и Ленинградской, параллельно улице Мануильского.
Протяжённость магистрали — 320 метров.

## История
Улица известна с XIX века как Ильмяниновая, в 1920-х годах полное прилагательное в названии было заменено на краткое. В путеводителе Столпянского она также фигурирует под названием Ильменинова.
Согласно правилу написания статусной части, закреплённому в Постановлении правительства Санкт-Петербурга № 117 от 6 февраля 2006 года «О Реестре названий объектов городской среды», официальное название улицы — Ильмянинова улица (первое в наименовании — краткое притяжательное прилагательное, за которым следует статусная часть).
20 апреля 2008 года на Ильмяниновой улице состоялась официальная молодёжная граффити-акция.[значимость факта?]
В сентябре 2010 года решением Топонимической комиссии Санкт-Петербурга, утверждённым Правительством Санкт-Петербурга, месту пересечения улиц Ильмяниновой и Ленинградской было присвоено название Музейная площадь.

## Транспорт
- Автобусы: № 1Кр, 2Кр, 3Кр, 101[7].

## Пересечения

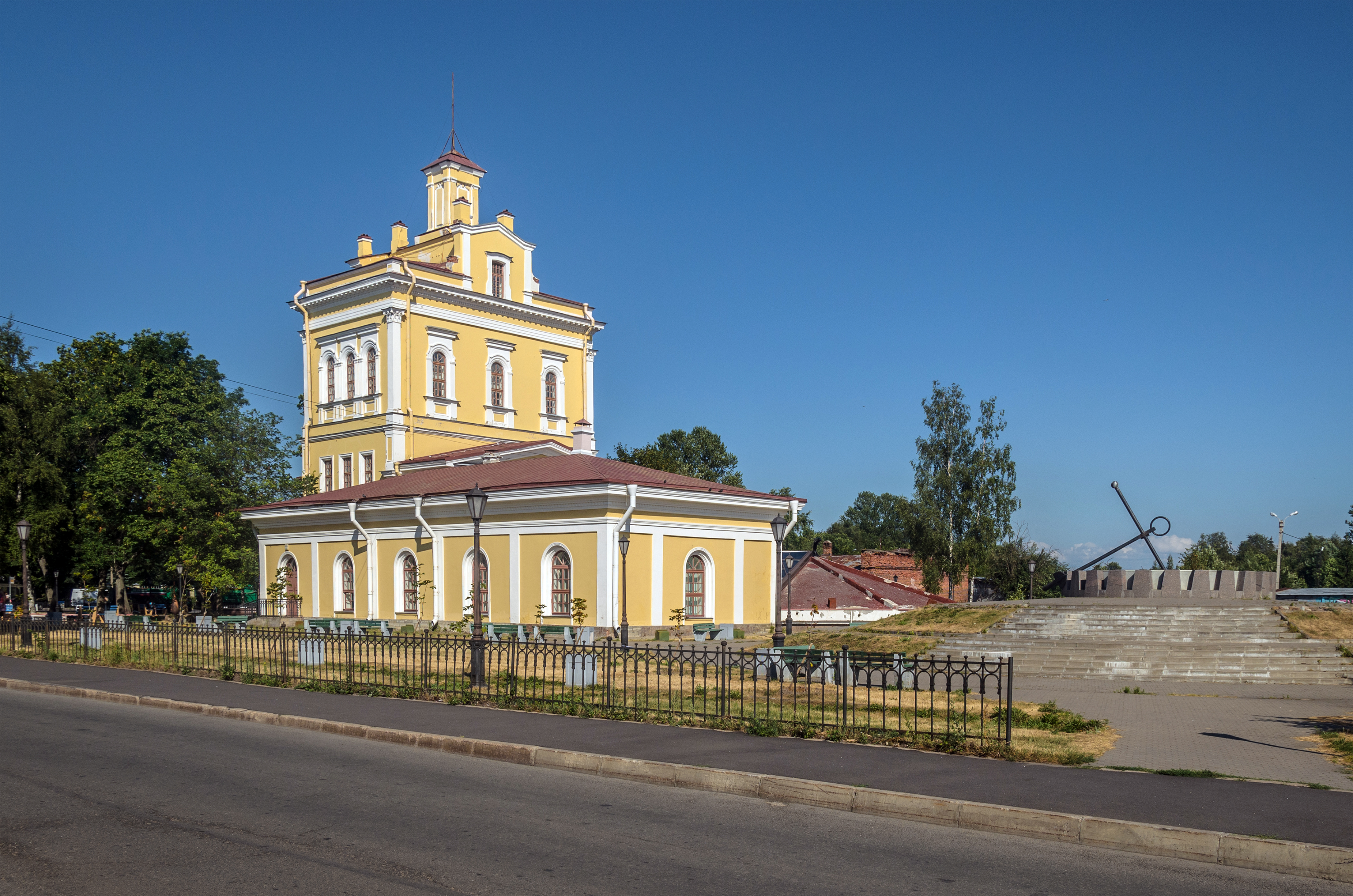
Здание башни городского водопровода (музей истории Кронштадта), вид со стороны Ильмяниновой улицы

С севера на юг:
- Ленинградская улица
- Музейная площадь
- улица Лебедева
- Петровская улица